# Pintor d'Àmasis
El Pintor d'Àmasis és la denominació historiogràfica d'un pintor grec de ceràmica de figures negres, vinculat al ceramista atenès Àmasis. Va néixer al segle v aC a Nàucratis (Delta del Nil, Egipte), i va exercir entre 555 i 525 aC. Va ser un dels pintors de vasos que va fer evolucionar l'art de la ceràmica grega.

## Evolució de l'art
A començaments del segle vi aC, la producció de ceràmica a l'Àtica estava encara sota la influència de l'art oriental i dels pintors corintis. Els tallers d'Atenes van treure la tècnica de les figures negres i els animals fantàstics, elements principals de la decoració àtica. Les formes van evolucionar també cap a una tendència als grans vasos que adornaven les tombes dels aristòcrates.
Després d'un aprenentatge a Atenes, va desenvolupar la seva pròpia tècnica que va fer escola, particularment en la fabricació de petites ceràmiques que es presten a la miniatura com les àmfores, enòcoes, lècits, i cílixs. Àmasis es va envoltar d'altres artistes pintors, com Lido, i va introduir nous motius en les figures negres com a escenes humanes i animals i paisatges, en estil mític i heroic.
Actualment es coneixen vuit vasos de figures negres i una copa de figures vermelles, signades per la mà del mestre.